# Liste der Nummer-eins-Hits in Neuseeland (1986)
Dies ist eine Liste der Nummer-eins-Hits in Neuseeland im Jahr 1986. Sie basiert auf den offiziellen Single und Albums Top 40, die im Auftrag von Recorded Music NZ, dem neuseeländischen Vertreter der IFPI, ermittelt werden. Es gab in diesem Jahr 12 Nummer-eins-Singles und 14 Nummer-eins-Alben.

## Singles
| ← 1985 ← | Liste der Nummer-eins-Hits in Neuseeland | Liste der Nummer-eins-Hits in Neuseeland | Liste der Nummer-eins-Hits in Neuseeland                                                               | 1987 →                    |
| \| Zeitraum \| Wo. ges. \| Interpret \| Titel Autor(en) \| Zusätzliche Informationen \| \| (Zeitraum, Wochen auf Platz eins, Interpret, Titel, Autor[en], zusätzliche Informationen) \| \| \| \| \| \| ----------------------------------------------------------------------------------------- \| -------- \| ------------------------------ \| ------------------------------------------------------------------------------------------------------ \| ------------------------- \| \| 15. Dezember 1985 – 25. Januar 1986 6 Wochen \| 6 \| Peking Man \| Room That Echoes Neville John Rotherham Hall \| – \| \| 26. Januar 1986 – 15. Februar 1986 3 Wochen \| 3 \| Elton John \| Nikita Musik: Elton John; Text: Bernie Taupin \| – \| \| 16. Februar 1986 – 22. Februar 1986 1 Woche \| 1 \| Wham! \| I’m Your Man George Michael \| – \| \| 23. Februar 1986 – 22. März 1986 4 Wochen \| 4 \| Pet Shop Boys \| West End Girls Neil Francis Tennant, Chris Lowe \| – \| \| 23. März 1986 – 26. April 1986 5 Wochen \| 5 \| Falco \| Rock Me Amadeus Ferdinand Bolland, Robert Bolland, Johann Hölzel \| – \| \| 27. April 1986 – 3. Mai 1986 1 Woche \| 1 \| The Rolling Stones \| Harlem Shuffle Earl Nelson, Bob Relf \| – \| \| 4. Mai 1986 – 14. Juni 1986 6 Wochen \| 6 \| Cliff Richard & the Young Ones \| Living Doll Lionel Bart \| – \| \| 15. Juni 1986 – 16. August 1986 9 Wochen \| 9 \| All of Us \| Sailing Away Musik: Traditional; Text: Len Potts, Charlie Sutherland, Paul Katene \| – \| \| 17. August 1986 – 6. September 1986 3 Wochen \| 3 \| Boys Don’t Cry \| I Wanna Be a Cowboy Brian Charles Chatton, Nick Richards, Nicholas Paul Ramsden, Jeffrey Jai Seopardie \| – \| \| 7. September 1986 – 4. Oktober 1986 4 Wochen \| 4 \| Bananarama \| Venus Robert H. J. van Leeuwen \| – \| \| 5. Oktober 1986 – 29. November 1986 8 Wochen \| 8 \| Dave Dobbyn feat. Herbs \| Slice of Heaven Dave Joseph Dobbyn \| – \| \| 30. November 1986 – 17. Januar 1987 7 Wochen \| 7 \| Run DMC feat. Aerosmith \| Walk This Way Steven Tyler, Joe Perry \| – \| |                                          |                                          | |                           |
| ← 1985 |                                          |                                          | | → 1987 →                  |
| Zeitraum | Wo. ges.                                 | Interpret                                | Titel Autor(en)                                                                                        | Zusätzliche Informationen |
| (Zeitraum, Wochen auf Platz eins, Interpret, Titel, Autor[en], zusätzliche Informationen) |                                          |                                          | |                           |
| 15. Dezember 1985 – 25. Januar 1986 6 Wochen | 6                                        | Peking Man                               | Room That Echoes Neville John Rotherham Hall                                                           | –                         |
| 26. Januar 1986 – 15. Februar 1986 3 Wochen | 3                                        | Elton John                               | Nikita Musik: Elton John; Text: Bernie Taupin                                                          | –                         |
| 16. Februar 1986 – 22. Februar 1986 1 Woche | 1                                        | Wham!                                    | I’m Your Man George Michael                                                                            | –                         |
| 23. Februar 1986 – 22. März 1986 4 Wochen | 4                                        | Pet Shop Boys                            | West End Girls Neil Francis Tennant, Chris Lowe                                                        | –                         |
| 23. März 1986 – 26. April 1986 5 Wochen | 5                                        | Falco                                    | Rock Me Amadeus Ferdinand Bolland, Robert Bolland, Johann Hölzel                                       | –                         |
| 27. April 1986 – 3. Mai 1986 1 Woche | 1                                        | The Rolling Stones                       | Harlem Shuffle Earl Nelson, Bob Relf                                                                   | –                         |
| 4. Mai 1986 – 14. Juni 1986 6 Wochen | 6                                        | Cliff Richard & the Young Ones           | Living Doll Lionel Bart                                                                                | –                         |
| 15. Juni 1986 – 16. August 1986 9 Wochen | 9                                        | All of Us                                | Sailing Away Musik: Traditional; Text: Len Potts, Charlie Sutherland, Paul Katene                      | –                         |
| 17. August 1986 – 6. September 1986 3 Wochen | 3                                        | Boys Don’t Cry                           | I Wanna Be a Cowboy Brian Charles Chatton, Nick Richards, Nicholas Paul Ramsden, Jeffrey Jai Seopardie | –                         |
| 7. September 1986 – 4. Oktober 1986 4 Wochen | 4                                        | Bananarama                               | Venus Robert H. J. van Leeuwen                                                                         | –                         |
| 5. Oktober 1986 – 29. November 1986 8 Wochen | 8                                        | Dave Dobbyn feat. Herbs                  | Slice of Heaven Dave Joseph Dobbyn                                                                     | –                         |
| 30. November 1986 – 17. Januar 1987 7 Wochen | 7                                        | Run DMC feat. Aerosmith                  | Walk This Way Steven Tyler, Joe Perry                                                                  | –                         |

## Alben
| ← 1985 ← | Liste der Nummer-eins-Hits in Neuseeland | Liste der Nummer-eins-Hits in Neuseeland | Liste der Nummer-eins-Hits in Neuseeland | 1987 →                    |
| \| Zeitraum \| Wo. ges. \| Interpret \| Titel \| Zusätzliche Informationen \| \| (Zeitraum, Wochen auf Platz eins, Interpret, Titel, zusätzliche Informationen) \| \| \| \| \| \| ------------------------------------------------------------------------------ \| -------- \| ------------------------ \| ----------------------------------- \| ------------------------- \| \| 8. Dezember 1985 – 8. Februar 1986 9 Wochen (insgesamt 25) \| 25 \| Dire Straits \| Brothers in Arms \| – \| \| 9. Februar 1986 – 22. Februar 1986 2 Wochen \| 2 \| Thompson Twins \| Here’s to Future Days \| – \| \| 23. Februar 1986 – 26. April 1986 9 Wochen (insgesamt 25) \| 25 \| Dire Straits \| Brothers in Arms \| – \| \| 27. April 1986 – 10. Mai 1986 2 Wochen \| 2 \| Grace Jones \| Island Life \| – \| \| 11. Mai 1986 – 17. Mai 1986 1 Woche (insgesamt 25) \| 25 \| Dire Straits \| Brothers in Arms \| – \| \| 18. Mai 1986 – 24. Mai 1986 1 Woche \| 1 \| Barbra Streisand \| The Broadway Album \| – \| \| 25. Mai 1986 – 21. Juni 1986 4 Wochen (insgesamt 25) \| 25 \| Dire Straits \| Brothers in Arms \| – \| \| 22. Juni 1986 – 5. Juli 1986 2 Wochen \| 2 \| a-ha \| Hunting High and Low \| – \| \| 6. Juli 1986 – 12. Juli 1986 1 Woche \| 1 \| Peter Gabriel \| So \| – \| \| 13. Juli 1986 – 26. Juli 1986 2 Wochen \| 2 \| Madonna \| True Blue \| – \| \| 27. Juli 1986 – 16. August 1986 3 Wochen \| 3 \| Bryan Ferry / Roxy Music \| Street Life – 20 Great Hits \| – \| \| 17. August 1986 – 4. Oktober 1986 7 Wochen \| 7 \| Wham! \| The Final \| – \| \| 5. Oktober 1986 – 8. November 1986 5 Wochen (insgesamt 6) \| 6 \| Talking Heads \| True Stories \| – \| \| 9. November 1986 – 15. November 1986 1 Woche \| 1 \| Genesis \| Invisible Touch \| – \| \| 16. November 1986 – 22. November 1986 1 Woche (insgesamt 6) \| 6 \| Talking Heads \| True Stories \| – \| \| 23. November 1986 – 29. November 1986 1 Woche \| 1 \| Huey Lewis & the News \| Fore! \| – \| \| 30. November 1986 – 20. Dezember 1986 3 Wochen \| 3 \| Paul Simon \| Graceland \| – \| \| 21. Dezember 1986 – 17. Januar 1987 4 Wochen \| 4 \| The Police \| Every Breath You Take – The Singles \| – \| |                                          |                                          |                                          |                           |
| ← 1985 |                                          |                                          |                                          | → 1987 →                  |
| Zeitraum | Wo. ges.                                 | Interpret                                | Titel                                    | Zusätzliche Informationen |
| (Zeitraum, Wochen auf Platz eins, Interpret, Titel, zusätzliche Informationen) |                                          |                                          |                                          |                           |
| 8. Dezember 1985 – 8. Februar 1986 9 Wochen (insgesamt 25) | 25                                       | Dire Straits                             | Brothers in Arms                         | –                         |
| 9. Februar 1986 – 22. Februar 1986 2 Wochen | 2                                        | Thompson Twins                           | Here’s to Future Days                    | –                         |
| 23. Februar 1986 – 26. April 1986 9 Wochen (insgesamt 25) | 25                                       | Dire Straits                             | Brothers in Arms                         | –                         |
| 27. April 1986 – 10. Mai 1986 2 Wochen | 2                                        | Grace Jones                              | Island Life                              | –                         |
| 11. Mai 1986 – 17. Mai 1986 1 Woche (insgesamt 25) | 25                                       | Dire Straits                             | Brothers in Arms                         | –                         |
| 18. Mai 1986 – 24. Mai 1986 1 Woche | 1                                        | Barbra Streisand                         | The Broadway Album                       | –                         |
| 25. Mai 1986 – 21. Juni 1986 4 Wochen (insgesamt 25) | 25                                       | Dire Straits                             | Brothers in Arms                         | –                         |
| 22. Juni 1986 – 5. Juli 1986 2 Wochen | 2                                        | a-ha                                     | Hunting High and Low                     | –                         |
| 6. Juli 1986 – 12. Juli 1986 1 Woche | 1                                        | Peter Gabriel                            | So                                       | –                         |
| 13. Juli 1986 – 26. Juli 1986 2 Wochen | 2                                        | Madonna                                  | True Blue                                | –                         |
| 27. Juli 1986 – 16. August 1986 3 Wochen | 3                                        | Bryan Ferry / Roxy Music                 | Street Life – 20 Great Hits              | –                         |
| 17. August 1986 – 4. Oktober 1986 7 Wochen | 7                                        | Wham!                                    | The Final                                | –                         |
| 5. Oktober 1986 – 8. November 1986 5 Wochen (insgesamt 6) | 6                                        | Talking Heads                            | True Stories                             | –                         |
| 9. November 1986 – 15. November 1986 1 Woche | 1                                        | Genesis                                  | Invisible Touch                          | –                         |
| 16. November 1986 – 22. November 1986 1 Woche (insgesamt 6) | 6                                        | Talking Heads                            | True Stories                             | –                         |
| 23. November 1986 – 29. November 1986 1 Woche | 1                                        | Huey Lewis & the News                    | Fore!                                    | –                         |
| 30. November 1986 – 20. Dezember 1986 3 Wochen | 3                                        | Paul Simon                               | Graceland                                | –                         |
| 21. Dezember 1986 – 17. Januar 1987 4 Wochen | 4                                        | The Police                               | Every Breath You Take – The Singles      | –                         |